# Rötjärnen (Nordmalings socken, Ångermanland, 708194-168841)
Rötjärnen är en sjö i Nordmalings kommun i Ångermanland och ingår i Hörnåns huvudavrinningsområde. Sjön har en area på 0,0115 kvadratkilometer och ligger 138,1 meter över havet. Vid provfiske har öring fångats i sjön.

## Delavrinningsområde
Rötjärnen ingår i det delavrinningsområde (708202-168804) som SMHI kallar för Utloppet av Rötjärnen. Medelhöjden är 169 meter över havet och ytan är 0,33 kvadratkilometer. Räknas de 4 avrinningsområdena uppströms in blir den ackumulerade arean 3 kvadratkilometer. Lillbäcken som avvattnar avrinningsområdet har biflödesordning 2, vilket innebär att vattnet flödar genom totalt 2 vattendrag innan det når havet efter 33 kilometer. Avrinningsområdet består mestadels av skog (95 procent).